# 歐文菊石
歐文菊石（學名：Owenites），又名歐文氏菊石，是生存在三疊紀海洋中的一屬菊石，是三疊紀初期菊石的代表屬之一。其外殼渾圓，呈白色，有著波浪狀的縫合線。其化石被發現於中國、美國、俄羅斯、阿曼、越南及印度等地。

## 物種[1]
- Owenites carpenteri Smith, 1932
- Owenites koeneni Hyatt & Smith, 1905
- Owenites simplex Welter, 1922